# Bogaraš (Bačka Topola)
Pour les articles homonymes, voir Bogaraš.
Bogaraš (en serbe cyrillique : Богараш ; en hongrois : Bogaras ou Felváros) est un village de Serbie situé dans la province autonome de Voïvodine. Il fait partie de la municipalité de Bačka Topola dans le district de Bačka septentrionale. Au recensement de 2011, il comptait 82 habitants.

## Démographie
| 1948 | 1953 | 1961 | 1971 | 1981 | 1991 | 2002 | 2011 |
| ---- | ---- | ---- | ---- | ---- | ---- | ---- | ---- |
| 65   | 152  | 149  | 139  | 185  | 151  | 94   | 82   |

|  |